# Idiodes punctiger
Idiodes punctiger är en fjärilsart som beskrevs av Felder 1874. Idiodes punctiger ingår i släktet Idiodes och familjen mätare. Inga underarter finns listade i Catalogue of Life.